# ريما بطشون
ريما بطشون، أكاديمية أردنية وعضو مجلس الأعيان الأردني الرابع والعشرين  
تلقت ريما بطشون تعليمها في كلية بيروت للنساء في بيروت، لبنان منذ عام 1961 حتى 1966، وحصلت على شهادة دبلوم تاريخ وتعليم.

## الخبرات العملية
شاركت في عدة مؤتمرات خاصة بالمعلمين أقيمت في عدة دول منها: مؤتمر المعلمين (NESA) في إسطنبول، تركيا عام (2005)، ومؤتمر المعلمين (ECIS) في دبلن، أيرلندا عام (2004)، ومؤتمر المعلمين (ECIS) في نيس، فرنسا عام (1997)، ومؤتمر المعلمين (NESA) في نيروبي، كينيا عام (1993).
كانت بطشون عضوًا في مجلس إدارة نادي الملك الحسين في عمان، الأردن عام 2006، كما أنها عضو في مجلس الإدارة في المدرسة الأهلية للبنات في عمان منذ عام 2007. رأست إدارة مدرسة البكالوريا في عمان في الفترة 1989 حتى 2008، وإدارة المدرسة الإنجليزية الحديثة في الفترة من 1986 حتى 1989.